# Banco de Comércio e Indústria
El Banco de Comércio e Indústria és un banc d'Angola. El banc fou creat l'11 de juliol de 1991 per decret del govern N. 08-A/91. El President del Consell d'Administració és Filomeno Costa Alegre Alves de Ceita.
El principal accionista és el govern d'Angola, amb el 91% de les accions. Els altres nou accionistes són nou empreses públiques angoleses, Sonangol, ENSA – Seguros de Angola, Porto de Luanda i TAAG amb l'1,13% d'accions cadascuna, Bolama amb el 0,8% i Angola Telecom, CERVAL, Endiama i TCUL, amb el 0,45 % de les accions.
És un important inversor en el crèdit agrícola però sovint s'ha posat en dubte la transparència dels seus comptes. En febrer de 2017 el president del Banc Nacional d'Angola, Valter Filipe, va anunciar una ampliació de capital del banc en 12.000 milions de kwanza (67,6 milions d'euros) i demanarà al Banc Central Europeu perquè avaluï l'equivalència de la supervisió bancària.